# گالینا افرمنکو
گالینا افرمنکو (اوکراینی: Галина Єфременко (Маняченко)؛ زادهٔ ۲۳ دسامبر ۱۹۸۰) اسکیت‌باز نمایشی اهل اوکراین است.وی همچنین از اسکیت‌بازان نمایشی در بازی‌های المپیک زمستانی ۲۰۰۲ و ۲۰۰۶ بوده است.